# Trăsură

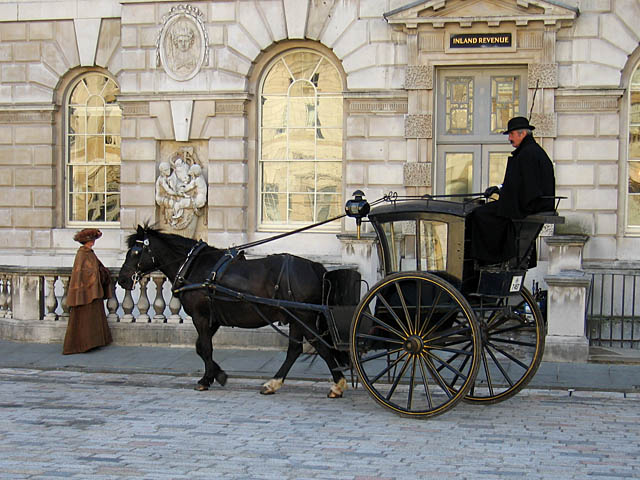
Hansom Cab

O trăsură este un vehicul cu două sau patru roți și suspensie, folosită la transportul de persoane, cu tracțiune animală (în general cu cai). O trăsură poate avea una sau două osii, o caroserie închisă sau un acoperiș pliabil. 

## Tipuri

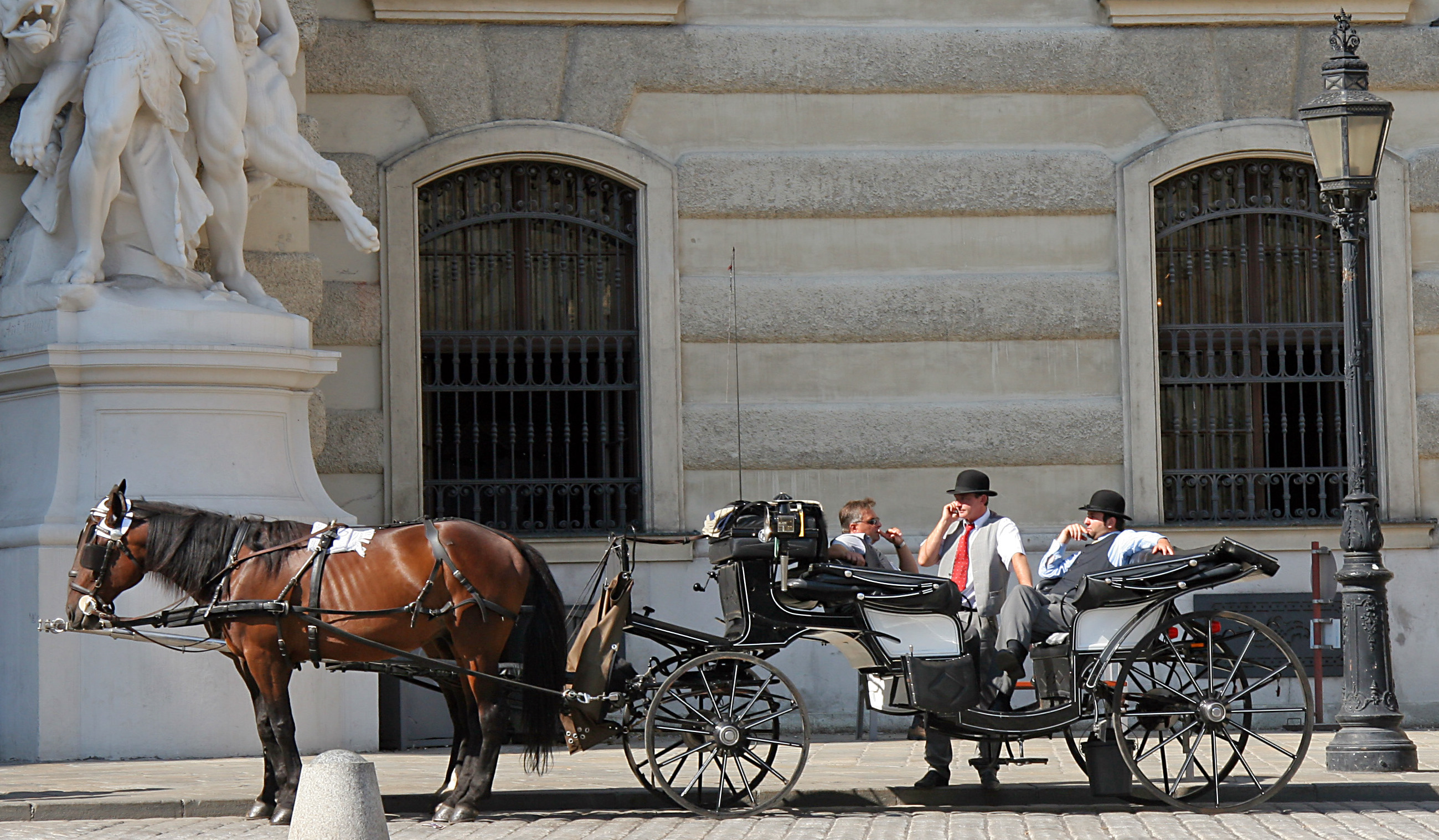
Birjă (Fiaker) din Viena

Birjă: Trăsură de piață (droșcă) special amenajată pentru transportul pasagerilor în oraș, cu tracțiune animală (1-2 cai) (din rus. Birža). În Viena acest mijloc de transport (folosit și în prezent pentru turiști) se numește Fiaker.